# Terjit
Terjit (po arabsku ترجيت) to oaza położona 40 km na południe od Atar i często odwiedzana przez turystów Mauretanii ze względu na swój urok, słodką wodę i cień. Usytuowana jest w wąwozie na zachodnim krańcu płaskowyżu Adrar, a gaj palmowy, który został tam zasadzony, rozciąga się na kilkaset metrów wzdłuż wypływającego ze źródła strumienia. Terjit jest częścią gminy Maaden w departamencie Audżift.